# Border Reivers (Bande)

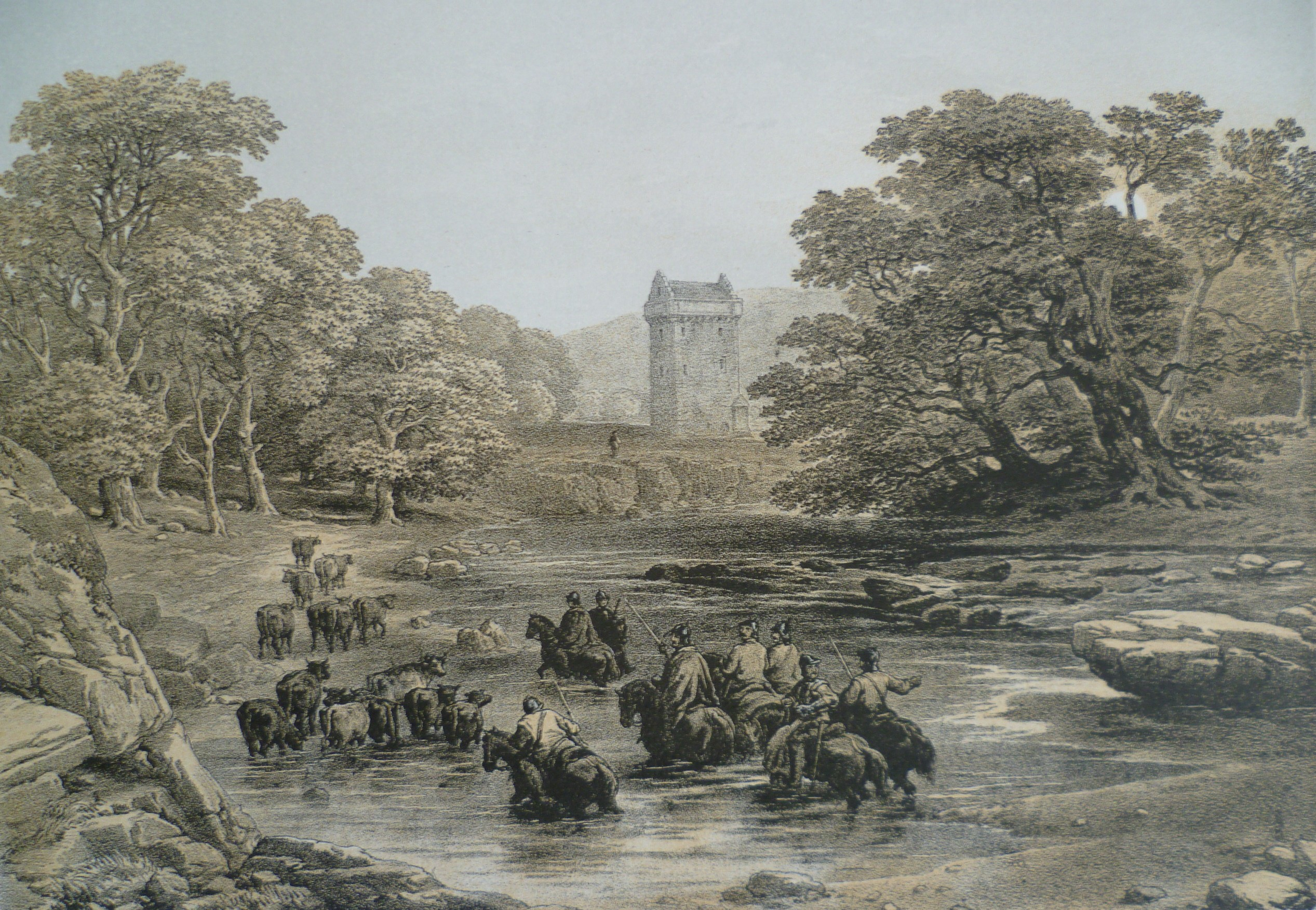
Border Reivers am Gilnockie Tower (Druck aus dem 19. Jahrhundert)

Als Border Reivers (engl. „Grenzräuber“) wurden Banditen entlang der englisch-schottischen Grenze in der Zeit vom späten 13. Jahrhundert bis zu Beginn des 17. Jahrhunderts bezeichnet. Die Banden setzten sich aus Mitgliedern von Familien aus beiden Nationen zusammen und verübten ihre Überfälle, ungeachtet der eigenen Herkunft, beiderseits der Grenze. Ihre Hochzeit hatten sie im 16. Jahrhundert während der Regierungszeiten der Stuarts in Schottland und der Tudors in England.
Reive ist ein veraltetes englisches Wort für „plündern“ oder „rauben“. Es stammt vom mittelenglisch-schottischen Verb reifen ab, welches wiederum seine Wurzeln im altenglischen rēafian und dem altertümlichen standard-englischen Verb reave hat.

## Ursachen
Zwischen England und Schottland herrschte im Mittelalter immer wieder Kriegszustand. Während dieser Kriege bedrohten durchziehende Armeen die Existenz der Bewohner der Grenzgebiete. Selbst in Friedenszeiten blieben diese Spannungen erhalten, nicht zuletzt durch die oft unzureichende Ausübung königlicher Macht auf beiden Seiten. Weder Loyalität zu einem weit entfernten, schwachen Herrscher noch der Glaube an die Nützlichkeit von Gesetzen brachten Sicherheit, sondern ließen die Bewohner zu Opfern von Überfällen werden.
Mit dieser Unsicherheit in ihrer Existenz begannen die Menschen, nach Sicherheit in der eigenen Stärke zu suchen. Mit Gewalt oder mit List wurde die eigene Situation auf Kosten der nominellen Feinde verbessert. Andere Faktoren unterstützten ebenfalls ein räuberisches Leben: Das System der Realteilung unter allen Söhnen führte zu Parzellen, welche die Menschen nicht mehr ernähren konnten. Zudem bestand das meiste Land der Grenzregion entweder aus offenem Moor oder aus gebirgigen Hügeln; es war damit zwar für Beweidung, nicht aber für Ackerbau geeignet. Für berittene Räuber, die „ihr“ Land kannten, war Viehdiebstahl einfach; kleine Haushalts- sowie Wertgegenstände ließen sich ebenso leicht abtransportieren wie das Lösegeld für Gefangene aus reicheren Familien.
Die Haltung der schottischen und englischen Regierungen zu den Familien beiderseits der Grenze schwankte einerseits zwischen Nachsicht und Unterstützung, stellten diese kämpferischen Menschen doch die erste Verteidigungslinie gegen einen Angriff der anderen Seite dar. Andererseits konnte die Strafe gnadenlos sein, wenn die Gesetzlosigkeit für die Regierungen inakzeptabel wurde. Es ist zu verstehen, dass auch diese Wechsel zwischen Ignoranz und staatlicher Härte das Banditentum förderte.

## Auftreten und Ausrüstung

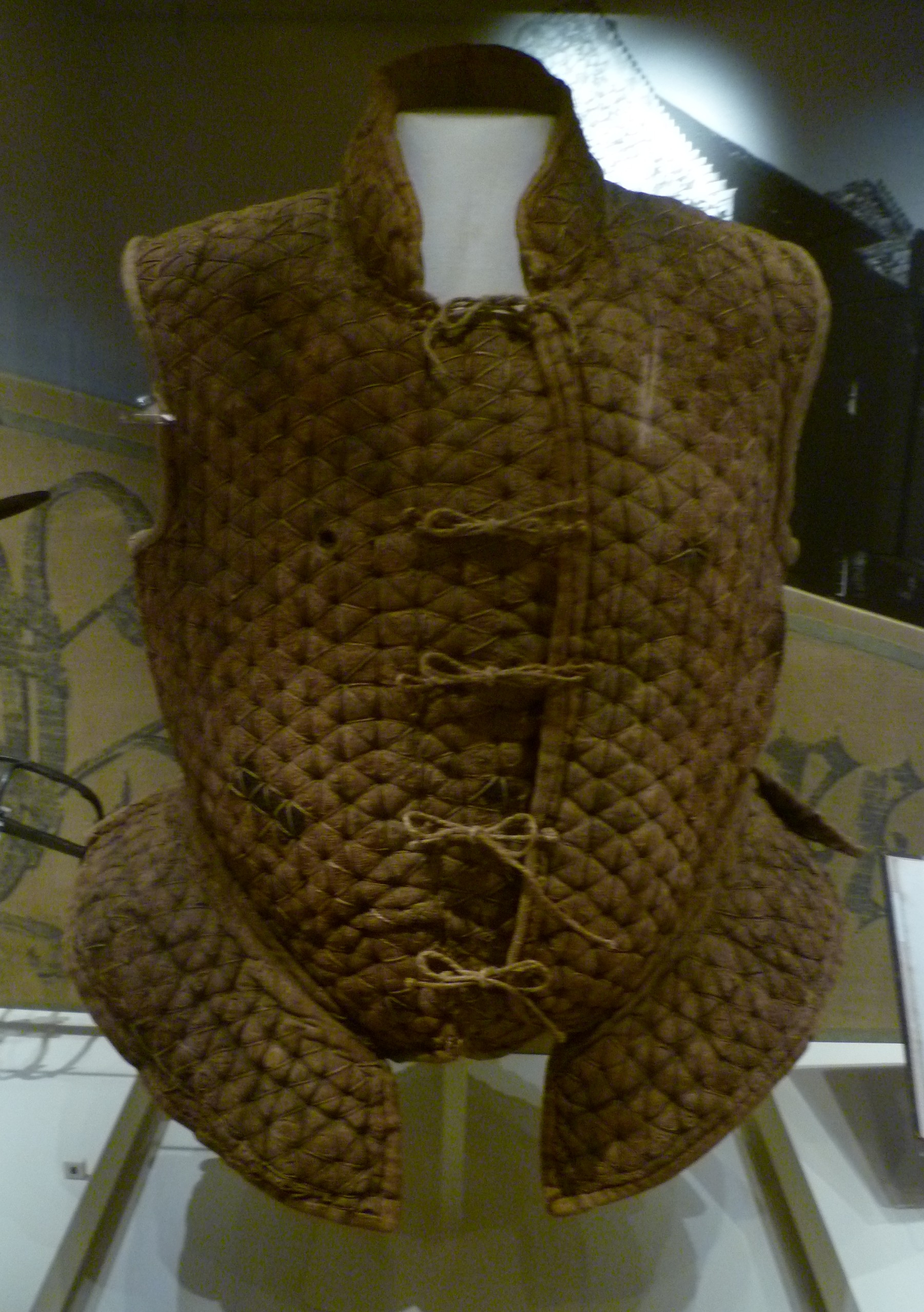
Lederweste aus dem 16. Jahrhundert, wie sie von Reivers getragen wurde

Border Reivers konnten sowohl Engländer als auch Schotten sein. Unabhängig davon plünderten sie beiderseits der Grenze, solange ihre Opfer nicht zur eigenen Sippe gehörten oder mächtige Beschützer besaßen. Ihre Plünderungsgebiete waren auf die Umgebung ihrer Wohn- oder Aufenthaltsorte beschränkt und lagen üblicherweise innerhalb eines Tagesrittes nördlich und südlich der Grenze. Es wird jedoch auch von englischen Border Reivers berichtet, die bei ihren Raubzügen bis in die Außenbezirke von Edinburgh vordrangen, schottische Border Reivers kamen bis nach Yorkshire. Die Anzahl der Mitglieder einer Bande konnte von einigen Dutzend bis zu dreitausend Reitern reichen, die bevorzugte Saison für derartige Überfälle war der frühe Winter: Die Nächte waren lang und das Vieh vom Sommer noch fett.
Bei einem Überfall ritten die Border Reivers auf heruntergekommenen Pferden oder genügsamen, trittsicheren Ponys. Die ursprüngliche Kleidung schottischer oder englischer Schafhirten wurde durch leichte Rüstungen bis hin zur Brigantine ergänzt. Ihren späteren Spitznamen „steel bonnets“ verdanken sie dem Wechsel vom Bonnett zum Burgonet. Die Bewaffnung bestand aus Lanze oder Spieß und kleinem Schild, Schwert und Dirk. Ein Langbogen oder eine leichte Armbrust, später auch eine oder mehrere Pistolen, vervollständigten die Bewaffnung.

## Reiversals Soldaten
Wurden sie als Soldaten tätig, galten die Border Reivers als eine der besten Kavallerietruppen in Europa. Von Königin Elisabeth I. wird behauptet, sie hätte nach einem Treffen mit einem Border Reiver gesagt: „With ten thousand such men, James VI. could shake any throne in Europe“ („Mit zehntausend solcher Männer könnte James VI. jeden europäischen Thron erschüttern“).
Border Reivers dienten als bezahlte Söldner in den englischen und schottischen Armeen, konnten aber auch als Ersatz für andere Strafen zum Dienst gezwungen werden. Zwangsverpflichtete Border Reivers spielten in den Schlachten von Flodden Field und Solway Moss wichtige Rollen. Als freiwilliger Teil in größeren Truppen waren sie jedoch durch ihre Verpflichtungen beiderseits der Grenze schwer zu kontrollieren. Sie bezeichneten sich selbst als „Scottish if forced, English at will and a Reiver by grace of blood“ (frei: „Schotte falls gezwungen, gewollt Engländer, Reiver durch Geburt“).
Im Truppenlager von üblem Verhalten, plündernd statt Befehlen gehorchend, stellte sich auch immer wieder die Frage nach ihrer Loyalität. In der Schlacht von Ancrum Moor im Jahr 1545 wechselten sie mitten im Gefecht die Seite, um sich dem vermeintlichen Sieger anzubieten. In der Schlacht bei Pinkie Cleugh im Jahr 1547 berichtete ein Beobachter, sie hätten sogar mitten in der Schlacht miteinander geredet und nur einen Schaukampf geliefert.

## Wohnstätten und Befestigungen

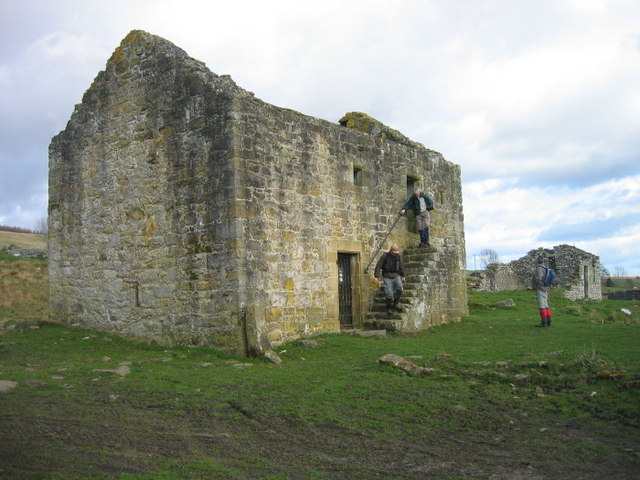
Black Middens Bastle House, Überreste eines befestigten Hauses

Die Bewohner der Grenzgebiete lebten in ständiger Alarmbereitschaft, daher wurden in den schlimmsten Zeiten der Kriege nur einfache, torfgedeckte Hütten errichtet, deren Zerstörung keinen großen Verlust bedeutete. Wenn die Umstände es gestatteten, wurden spezielle befestigte Tower Houses errichtet, die als Bastle house bezeichnet werden und sowohl als Zuflucht als auch der Verteidigung dienten. Zwei Stockwerke hoch und mit bis zu einem Meter dicken Wänden sowie schiefer- oder steingedeckten Dächern waren in diesen Häusern zu ebener Erde die Ställe zu finden. Der Wohnbereich im ersten Stock konnte nur über eine Leiter erreicht werden, Schießscharten dienten meist als Fenster und zur Belüftung. Solche Gebäude konnten so gut wie nicht in Brand gesteckt werden. Wurden ihre Bewohner (durch eine Armee) zum Verlassen gezwungen, verhinderten sie mit dem Zurücklassen von qualmendem, schwelendem Torf eine Sprengung mit Schießpulver.
„Peel Tower“ (auch „Pele Tower“) waren üblicherweise drei Stockwerke hoch und wurden speziell für die Verteidigung meist von den lokalen Herrschern (wie den Clanchiefs) errichtet. Smailholm Tower oder Gilnockie Tower gelten als schöne Beispiele für die vielen erhaltenen Peel Tower.
Sowohl Peel Tower als auch die Bastle houses waren oft mit einer niedrigen Ringmauer aus Steinen umgeben, deren Innenraum nachts als Gatter für das Vieh genutzt wurde.

## Recht und Gesetz
In Friedenszeiten bildete sich ein besonderes „Border Law“ („Gesetz der Grenze“) heraus, um mit den speziellen Situationen der Border Reivers umzugehen. Dieses Recht gestattete es einer überfallenen Person, innerhalb von sechs Tagen mit „hound and horne, hew and cry“ sein Eigentum zurückzuholen. Das Verfahren war bis in jede Einzelheit reglementiert und beschrieben. Offizielle Stellen wie der „Deputy Warden of the English West March“ hatten die Befugnis, gegen Verstöße vorzugehen.
Die Gebiete zu beiden Seiten der Grenze waren in „Marches“ unterteilt, jedes unter Kontrolle eines „March Warden“. Zu den Aufgaben der Warden gehörten Patrouillen zur Verhinderung von Überfällen, aber auch Verhandlungen für die Rückgabe von gestohlenem Eigentum. Offiziell hatten sie auch die Möglichkeit, Forderungen durchzusetzen: Zu den „Days of Truce“, meist jahrmarktähnlichen Treffen, reisten sie in ihrem Gebiet entlang der Grenze und sollten dabei Streitigkeiten schlichten sowie Gewalt zwischen verschiedenen Familien beiderseits der Grenze beenden. Die March Warden waren jedoch bei der Umsetzung der Gesetze wenig effektiv. Die schottischen Warden waren meist selbst Bewohner der Grenzgebiete und an Überfällen beteiligt, bevorzugten die eigene Verwandtschaft und wurden von anderen schottischen Familien der Grenzregion gehasst. Viele englische Warden stammten aus dem Süden und konnten weder die Loyalität ihrer Untergebenen noch den Respekt der lokalen Familien gewinnen. Einheimische Warden wie z. B. John Forster, der 35 Jahre lang „Warden of the Middle March“ war, galten als ebenso bestechlich wie ihre schottischen Gegenüber.
Mit dem Tod von Königin Elisabeth I. wurden die Zustände entlang der Grenze so schlimm, dass die Regierung kurzfristig über die Restaurierung des Hadrianswalls nachdachte. Es kam zu einem Ausbruch von Gewalt, der als „Ill Week“ („üble Woche“) bekannt wurde. Ursache hierfür war der Irrglaube, dass jedes Gesetz mit dem Tod eines Königs außer Kraft gesetzt würde und erst der neue Herrscher den Gesetzen wieder zur Gültigkeit verhilft. James VI., als James I. auf dem englischen Thron, schaffte das „Border Law“ ab, wandelte den Begriff „Border“ in „Middle Shires“ um und griff so hart gegen die Border Reivers durch, dass dies das Ende der Banditen bedeutete.

## Abstammung
Die Familien entlang der Grenze können als Clans betrachtet werden, vor allem da die Schotten selbst beide Begriffe gleichberechtigt bis ins 19. Jahrhundert hinein verwendeten. In einem Gesetz des schottischen Parlaments von 1597 fand sich die Beschreibung "Chiftanis and chieffis of all clannis … duelland in the hielands or bordouris". Damit waren alle Clanchiefs oder Familienvorstände im gesamten Schottland gemeint, wie aus der in diesem Gesetz folgenden Liste der Clans ersichtlich wurde. George MacKenzie of Rosehaugh, der Lord Advocate, schrieb um 1680: „By the term 'chief' we call the representative of the family from the word chef or head and in the Irish (Gaelic) with us the chief of the family is called the head of the clan“. Hieraus wurde klar, dass die Bezeichnungen Chief oder Head sowie die Begriffe Clan oder Family beliebig austauschbar waren. Es war daher möglich, von der Familie Maxwell oder dem Clan MacDonald zu sprechen. Die Idee, dass in den Highlands vom Clan und in den Lowlands von Familie gesprochen wird, stammt aus dem 19. Jahrhundert.
Im Jahr 1587 fand sich in einem schottischen Gesetz: „For the quieting and keping in obiedince of the disorderit subjectis inhabitantis of the borders hielands and Ilis.“ Angehängt war eine Liste von Nachnamen, sowohl aus den Highlands als auch aus der Grenzregion. Unter der Grenzregion fanden sich 17 „clannis“ mit Clanchief und heimatlichen „Marches“:
- Middle March: Elliot, Armstrong, Nixon, Crosier.
- West March: Scott, Bates, Little, Thomson, Glendenning, Irvine, Bell, Carruthers, Graham, Johnstone, Jardine, Moffat, Latimer.

Von den Familien in diesem Anhang sind Elliot, Armstrong, Scott, Little, Irvine, Bell, Graham, Johnstone, Jardine und Moffat durch den Lord Lyon King of Arms als Clan anerkannt. Die anderen Clans sind entweder ausgestorben oder haben Land, Titel und Rechte verloren.
Die historisch belegte Liste von Nachnamen war jedoch deutlich länger:
- East March
  - Schottland: Hume, Trotter, Dixon, Bromfield, Craw, Cranston.
  - England: Forster, Selby, Gray, Dunn.
- Middle March
  - Schottland: Burn, Kerr, Young, Pringle, Davison, Gilchrist, Tait of East Teviotdale, Scott, Oliver, Turnbull, Rutherford of West Teviotdale, Armstrong, Croser, Elliot, Nixon, Douglas, Laidlaw, Turner, Henderson of Liddesdale.
  - England: Anderson, Potts, Reed, Hall, Hedley of Redesdale, Charlton, Robson, Dodd, Milburn, Yarrow, Stapleton of Tynedale, Fenwick, Ogle, Heron, Witherington, Medford (später auch Mitford), Collingwood, Carnaby, Shaftoe, Ridley, Stokoe, Stamper, Wilkinson, Hunter, Thomson, Jamieson.
- West March
  - Schottland: Bell, Irvine, Johnstone, Maxwell, Carlisle, Beattie, Little, Carruthers, Glendenning, Moffat.
  - England: Graham, Hetherington, Musgrave, Storey, Lowther, Curwen, Salkeld, Dacre, Harden, Hodgson, Routledge, Tailor, Noble.

Die Beziehungen zwischen diesen Clans schwankte zwischen „unübliche Allianz“ und „tödliche Feindschaft“. Eine Fehde bedurfte nur eines kleinen Auslösers. Sie konnte Jahrzehnte andauern, Kriege überstehen und für andere Fehden sogar in befristete Allianzen umgewandelt werden. Eine Fehde mit Clans beidseits der Grenze konnte eine gesamte Region destabilisieren und war gelegentlich auch eine Entschuldigung für blutige Überfälle.

## Border Reiversheute

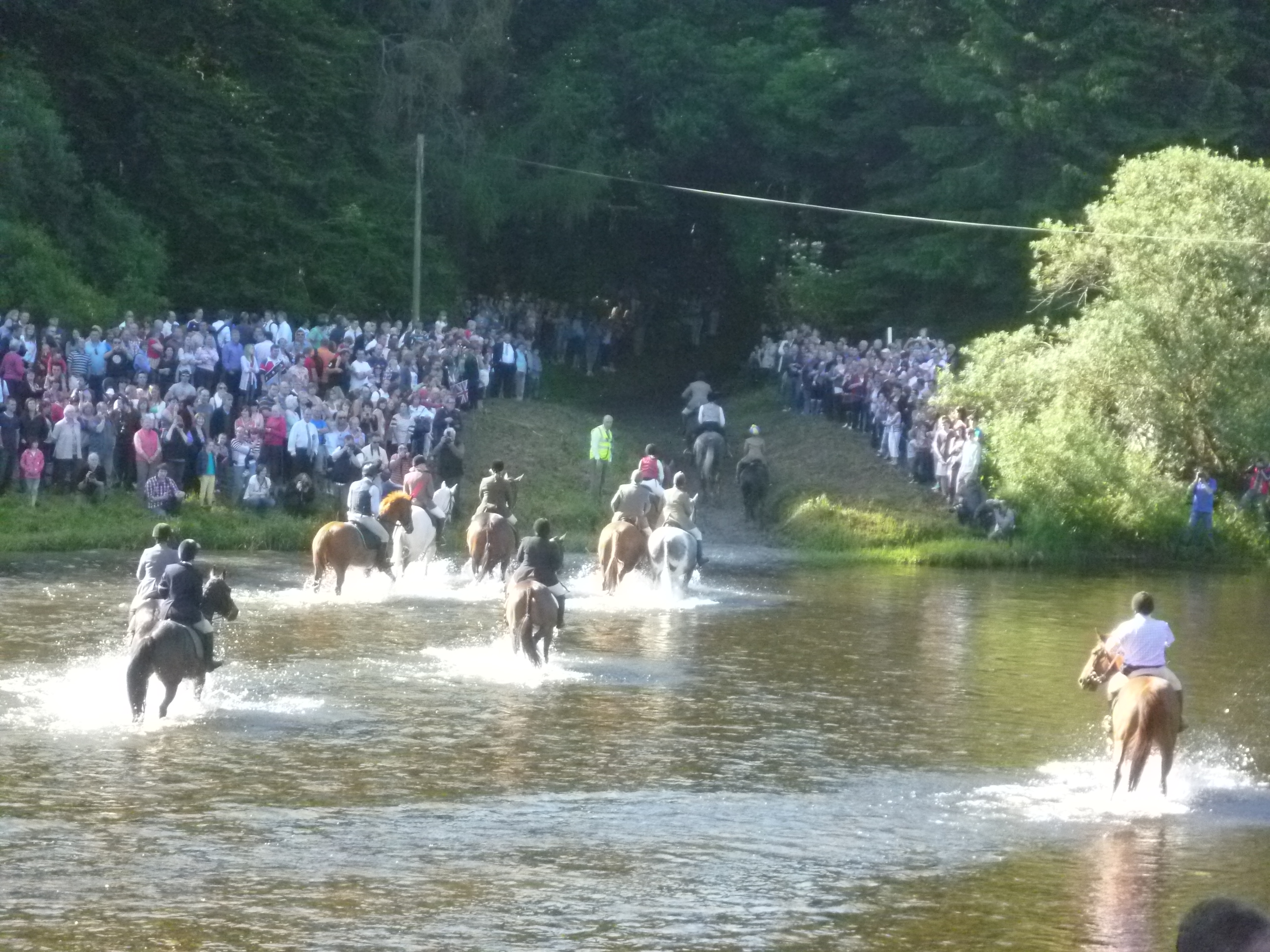
Reiterliches Können bleibt in den Borders lebendig: Überquerung des Tweed am Braw Lad's Day, Galashiels 2011

Lange nach ihrem Verschwinden wurden die Border Reivers durch Autoren wie Walter Scott romantisiert. Er schrieb die traditionell überlieferten Geschichten, wie die Erzählung von Kinmont Willie Armstrong, mit künstlerischer Freiheit nieder. Dabei unterliefen ihm jedoch auch Fehler: Der Begriff „Moss-trooper“ stammte aus einer späteren Epoche. Auch Nigel Tranter nutzte lokale Geschichten wie "Dish of Spurs" von Clanchief der Charltons für seine Erzählungen.
Die Namen der großen Border Reivers-Familien sind immer noch gegenwärtig. Aber auch wenn lokale Zeitungen die grenzüberschreitenden Rugbyspiele gern als „alljährliche Wiederholung der blutigen Schlacht von Otterburn“ betiteln – die Befriedung dieser Grenze hat Schotten zu Engländern gemacht und umgekehrt.
Hawick veranstaltet ein jährliches „Reivers' Festival“, ebenso die Schomberg Society in Kilkeel, Nordirland. Das Sommerfest in Duns wird mit den Wahlen zum (Mister-)„Reiver“ und zur (Miss-)„Reiver Lass“ beworben.
Die Ulster-Scots Agency erklärte in ihren beiden ersten Broschüren aus der ‚Scots Legacy‘-Serie die Geschichte und Herkunft des Ulster-Kilts mit den Border Reivers; Nachkommen von verbannten Reivers-Familien mit den Namen Elliot, Armstrong, Beattie, Bell, Hume, Heron, Rutledge und Turnbulls sind häufig in Ulster zu finden.
Nachnamen von Border Reivers-Familien sind in allen großen schottisch-irischen Siedlungsgebieten an der Ostküste der Vereinigten Staaten zu finden, vereinzelt sogar bis in die Appalachen. Fischer beschreibt im Detail die Verwurzelung der „border culture“ in den USA; MacDonald Fraser beurteilt ironisch die Verbindung von Border Reivers-Herkunft mit modernen Geschichtskonflikten (Präsidenten Johnson und Nixon).
Ein Nachfahre einer Border Reivers-Familie, Neil Armstrong, war der erste Mann auf dem Mond und besuchte im folgenden Jahr Langholm, die Heimat seiner Vorfahren.